# Anton Winckler

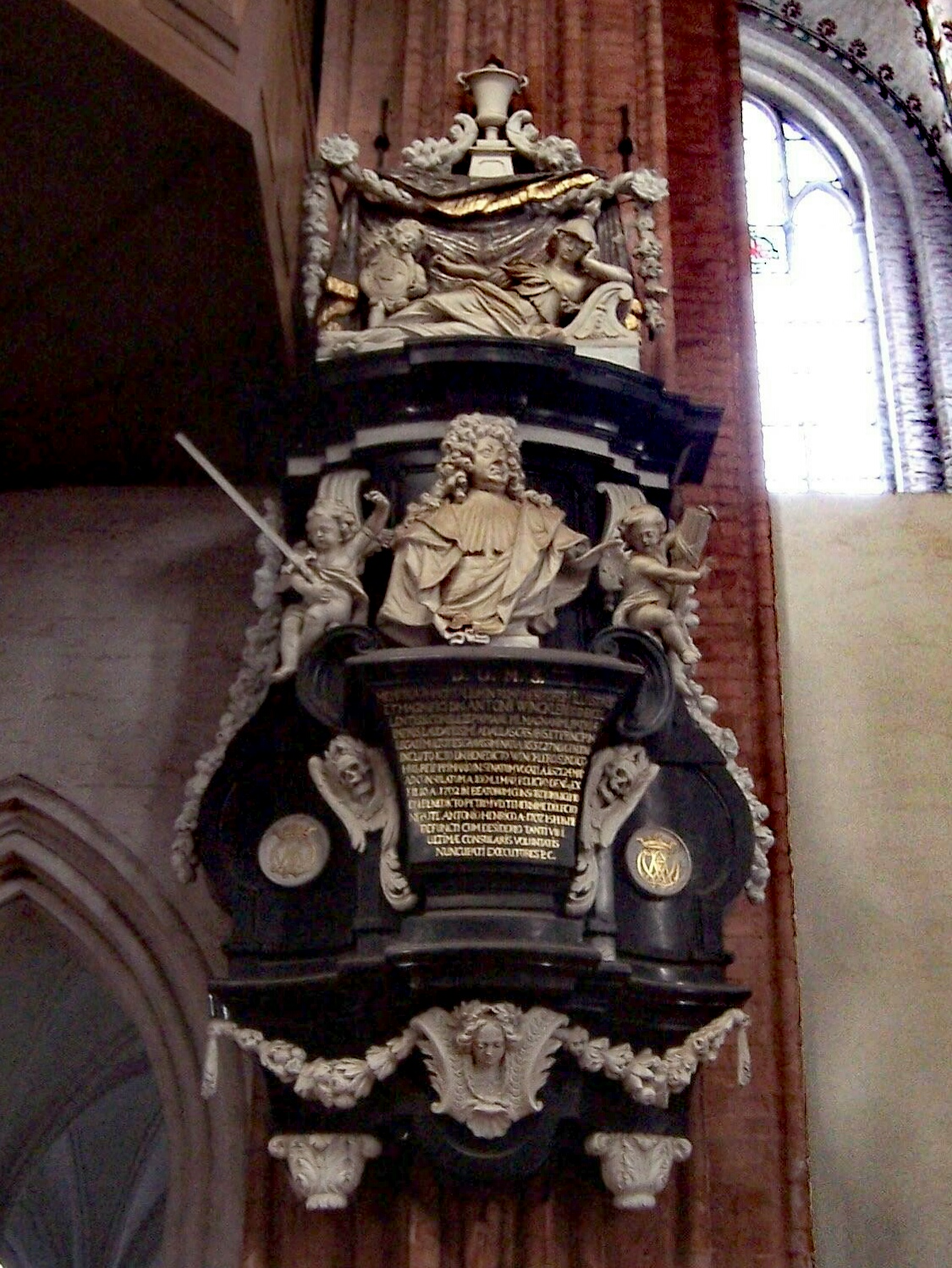
epitafium Antona Wincklera w Kościele Mariackim w Lubece

Anton Winkler (ur. 1637 w Lubece, zm. 15 lutego 1707 tamże) − był prawnikiem i burmistrzem hanzeatyckiego miasta Lubeka.

## Życie
Anton Winckler urodził się w Lubece jako syn syndyka Benedykta Wincklera. W latach 1655−59 uczęszczał na uniwersytety w Lipsku i Heidelbergu, następnie udał się w podróż po Francji i Włoszech. Po pracy w Wiedniu i w Sądzie Najwyższym w Spirze, uzyskał doktorat w 1669 w Kiel University (doktorat z prawa). Winckler został wybrany w 1670 na radnego Lubeki. W 1677 wyjechał jako poseł miasta na dwór Świętego Cesarstwa Rzymskiego; reprezentował także miasto w 1680 w Sądzie Najwyższym. Od 1694 pełnił urząd burmistrza Lubeki.
W 1705 rzeźbiarz Benedykt Dreyer stworzył prospekt organów w Kościele Mariackim w Lubece; są tam wyrzeźbieni kościelni dostojnicy oraz Anton Winckler. W nawie północnej prezbiterium Najświętszej Marii Panny jest również jego epitafium − marmurowe popiersie z warsztatu flamandzkiego rzeźbiarza Thomasa Quellinusa z 1707.